# Cushing (Oklahoma)
Cushing es una ciudad ubicada en el condado de Payne en el estado estadounidense de Oklahoma. En el año 2010 tenía una población de 	7826 habitantes y una densidad poblacional de 395,25 personas por km².

## Geografía
Cushing se encuentra ubicada en las coordenadas 35°58′57″N 96°45′51″O / 35.98250, -96.76417 (35.982628, -96.764171).

## Demografía
Según la Oficina del Censo en 2000 los ingresos medios por hogar en la localidad eran de $ 26 483 y los ingresos medios por familia eran $ 32 284. Los hombres tenían unos ingresos medios de $ 26 710 frente a los $ 17 711 para las mujeres. La renta per cápita para la localidad era de $ 12 620. Alrededor del 16.4% de la población estaban por debajo del umbral de pobreza.

## Industria petrolera
A principios del siglo XX, Cushing era un centro de exploración y producción de crudo. Al menos dos refinerías han operado en la ciudad. Al declinar la producción, a partir de los años 40, la producción y refino fueron perdiendo importancia, pero gracias a las infraestructuras existentes y a su posición geográfica, Cushing se ha convertido en el mayor centro de almacenamiento y distribución de crudo de los Estados Unidos.

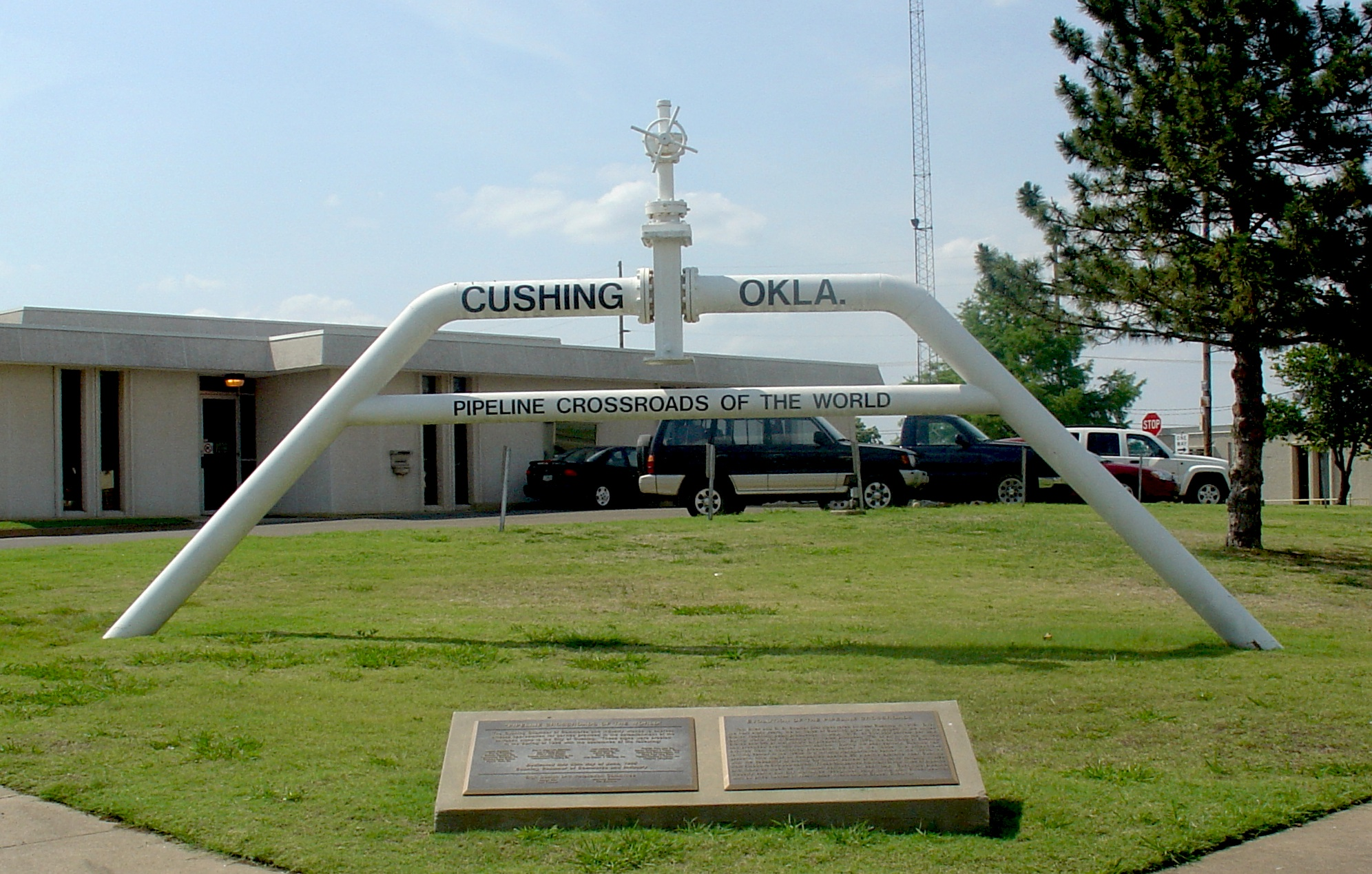
Monumento ante el ayuntamiento de Cushing, donde se lee el sobrenombre de la ciudad: "Pipeline crossroads of the world" (El mayor cruce de oleoductos del mundo)

Cushing es hoy "un punto de intercambio vital, con muchos oleoductos interconectados, instalaciones de almacenamiento y un fácil acceso tanto a refinadores como a productores". El crudo "fluye hacia Cushing de todas direcciones y sale de allí a través de docenas de oleoductos".
Cushing es de hecho, desde 1983, el punto de entrega para los contratos de futuros del crudo West Texas Intermediate, una mezcla de crudos ligeros estadounidenses que cotiza en el New York Mercantile Exchange (NYMEX), y que constituye una de las principales referencias para el precio global del petróleo crudo.